# Борис Михајлов
Борис Михајлов (рођен 6. октобра 1944. године у Москви) бивши је хокејаш на леду који је наступао за чувену репрезентацију Совјетског Савеза.

## Каријера
Михајлов је играо на позицији десног крила у најбољој постави Совјетског Савеза током 1970-их, заједно са Валеријем Харламовим који је играо на позицији левог крила, и Владимиром Петровим који је играо на позицији центра. Током хокејашке лиге Совјетског Савеза, Михајлов је одиграо 572 утакмице, постигавши рекордних 427 голова, а уз то још 224 асистенције, што је било довољно за рекордних 651 поена.
За репрезентацију Совјетског Савеза играо је 14 сезона, већину као капитен екипе. Постигао је преко 200 голова за национални тим. Водио је екипу до две златне олимпијске медаље 1972. и 1976. године, затим је са националним тимом освојио сребрну олимпијску медаљу 1980. године. Михајлов је своју последњу утакмицу за национални тим одиграо пред 14.000 људи у леденој дворани Лужњики. Његови саиграчи су га носили на раменима око дворане, а у међувремену је добио заслужене овације од стране публике.

### Тренерска каријера
Михајлов је постао тренер након завршетка каријере. У 1981—1984, 1992—1997, 2002—2015, Михајлов је био тренер хокејашког клуба СКА Санкт Петербург, и тренер московског ЦСКА од 1998 до 2001. године. Био је тренер руске репрезентације на Светском првенству 2005. и 2006, и на Олимпијским играма 2006. Током вођства руске репрезентације, освојио је златну медаљу на Светском првенству 2003. године, док је 2002. године са Русијом постао вицешампион. Од новембра 2007. па до 2009, био је тренер ХК Металург Новокузњецка.

## Лични живот
Михајлов има сина Егора. Михајлов је одликован Орденом Лењина 1978. године због „заслуга за домовину”, Црвени барјак рада 1975. године, Значку части 1972. године, и медаљу за храброст 1969. Године 2000. је уврштен у IIХФ-ову Кућу славних.